# Megaselia vannusetarum
Megaselia vannusetarum är en tvåvingeart som beskrevs av Ronald Henry Lambert Disney 2006. Megaselia vannusetarum ingår i släktet Megaselia och familjen puckelflugor.
Artens utbredningsområde är Seychellerna. Inga underarter finns listade i Catalogue of Life.